# Secretaría de Agricultura, Ganadería y Pesca
La Secretaría de Agricultura, Ganadería y Pesca de la Nación Argentina, es un organismo dependiente del Poder Ejecutivo Nacional por intermedio del Ministerio de Economía. 

## Historia
En 1958 el Poder Legislativo modificó el gabinete y el Ministerio de Agricultura —creado en 1898— desapareció siendo sustituido por la «Secretaría de Agricultura y Ganadería», dependiente del Ministerio de Economía. En 1966 el presidente de facto, teniente general Juan Carlos Onganía, modificó el gabinete nuevamente por ley y la secretaría pasó a depender del Ministerio de Economía y Trabajo. En 1971 el presidente de facto, teniente general Alejandro Agustín Lanusse, creó nuevamente el «Ministerio de Agricultura y Ganadería».
En el año 1973 el Poder Legislativo dispuso los ministerios del Poder Ejecutivo; el Ministerio de Agricultura y Ganadería desapareció nuevamente. Y el 25 de octubre del mismo año el Poder Ejecutivo creó las secretarías del Ministerio de Economía, que incluyeron la Secretaría de Agricultura y Ganadería.
Por Decreto 15/1983 del 10 de diciembre de 1983, el presidente Raúl Alfonsín dispuso la conformación del gabinete nacional, creando la «Secretaría de Agricultura y Ganadería», en la órbita del Ministerio de Economía. El Decreto 134/1983, de la misma fecha, determinó la misión y la composición de dicha secretaría (dos subsecretarías, Agricultura y Ganadería).
El 26 de junio de 1985, Alfonsín dictó el Decreto 1189/1985, que traspasó la Subsecretaría de Recursos Marítimos —desde entonces, «Subsecretaría de Pesca»— a la Secretaría de Agricultura y Ganadería, cuyo nombre pasó a ser «Secretaría de Agricultura, Ganadería y Pesca».
Por Decreto 1788/1986, se creó la Subsecretaría de Economía Agraria.
Por Decreto 435/1990, Carlos Menem suprimió las secretarías dependientes de los ministerios, reduciéndolas a subsecretarías. El organismo quedó como «Subsecretaría de Agricultura, Ganadería y Pesca» (Decreto 479/1990).
En 1998 la entonces Secretaría de Agricultura, Ganadería y Pesca adoptó el nombre de Secretaría de Agricultura, Ganadería, Pesca y Alimentación (SAGPyA).
Desde 2003 hasta 2009 el organismo dependió del Ministerio de Economía y Producción. En 2009 se convirtió en Ministerio de Agricultura, Ganadería y Pesca.En 2015 el organismo se convirtió en el Ministerio de Agroindustria.En 2018 volvió a la denominación de 2009.
En 2024, pasó de denominarse Secretaría de Agricultura, Ganadería y Pesca a Secretaría de Bioeconomía, a través del Decreto 293/2024.En ese mismo año, volvió a su antigua denominación, tras la renuncia del secretario Fernando Vilella.

## Titulares
| Secretario                | Partido | Partido               | Periodo                                         | Presidente                     |
| ------------------------- | ------- | --------------------- | ----------------------------------------------- | ------------------------------ |
| Lucio Graciano Reca       |         |                       | 10 de diciembre de 1983-30 de diciembre de 1986 | Raúl Alfonsín                  |
| Ernesto Figueras          |         | Unión Cívica Radical  | 30 de diciembre de 1986-                        | Raúl Alfonsín                  |
| Felipe Solá               |         | Partido Justicialista | 8 de julio de 1989-10 de diciembre de 1991      | Carlos Menem                   |
| Felipe Solá               |         | Partido Justicialista | 10 de diciembre de 1995-28 de agosto de 1998    | Carlos Menem                   |
| Gumersindo Alonso         |         | Partido Justicialista | 28 de agosto de 1998-9 de abril de 1999         | Carlos Menem                   |
| Ricardo José Novo         |         |                       | 9 de abril de 1999-10 de diciembre de 1999      | Carlos Menem                   |
| Marcelo Regúnaga          |         |                       | 28 de marzo de 2001-26 de diciembre de 2001     | Fernando de la Rúa             |
| Miguel Santiago Campos    |         |                       | 28 de mayo de 2003-8 de febrero de 2007         | Néstor Kirchner                |
| Javier de Urquiza         |         |                       | 8 de febrero de 2007-10 de diciembre de 2007    | Néstor Kirchner                |
| Javier de Urquiza         |         |                       | 10 de diciembre de 2007-22 de julio de 2009     | Cristina Fernández de Kirchner |
| Carlos Cheppi             |         | Partido Justicialista | 23 de julio de 2008-septiembre de 2009          | Cristina Fernández de Kirchner |
| Lorenzo Ricardo Basso     |         |                       | 1 de octubre de 2009-21 de noviembre de 2013    | Cristina Fernández de Kirchner |
| Roberto Gabriel Delgado   |         |                       | 21 de noviembre de 2013-10 de diciembre de 2015 | Cristina Fernández de Kirchner |
| Ricardo Luis Negri        |         | Propuesta Republicana | 10 de diciembre de 2015-30 de noviembre de 2017 | Mauricio Macri                 |
| Guillermo Bernaudo        |         | Propuesta Republicana | 1 de diciembre de 2017-10 de diciembre de 2019  | Mauricio Macri                 |
| Julián Echazarreta        |         | Independiente         | 10 de diciembre de 2019-19 de febrero de 2021   | Alberto Fernández              |
| Jorge Solmi               |         | Frente Renovador      | 19 de febrero de 2021-4 de enero de 2022        | Alberto Fernández              |
| Matias Lestani            |         | Independiente         | 5 de enero de 2022-2 de agosto de 2022          | Alberto Fernández              |
| Juan José Bahillo         |         | Partido Justicialista | 11 de agosto de 2022-10 de diciembre de 2023    | Alberto Fernández              |
| Secretaría de Bioeconomía |         |                       |                                                 |                                |
| Fernando Vilella          |         | La Libertad Avanza    | 11 de diciembre de 2023-10 de julio de 2024     | Javier Milei                   |
| Sergio Iraeta             |         |                       | 10 de julio de 2024-en el cargo                 | Javier Milei                   |